# Альберт Гуяр
Альберт Гуяр (нім. Albert Hujar/Huyar) — обершарфюрер СС, службовець концентраційного табору Плашув.

## Біографія
Судетський німець, уродженець міста Комотау (Хомутов).
28 жовтня 1942 року Гуяр брав участь у ліквідації Краківського гетто: керував зачисткою інфекційної лікарні гетто. Особисто вбив багатьох пацієнтів і співробітників лікарні. Тадеуш Панцевич, власник єдиної в гетто аптеки, згадував: «Гуяр біг, наче скажена тварина, через всю лікарню, залишаючи слід з крові та трупів. Він застрелив охоронця біля воріт і собаку, яка скрутилася в будці.»
В концтаборі Плашув був ад'ютантом і особистим охоронцем конменданта Амона Гета, керував розстрілами ув'язнених з вересня 1943 до вересня 1944 року. Згідно тверджень історика Германа Ладнера, загальне число розстріляних становить близько 10 тисяч чоловік, в тому числі 7 тисяч ув'язнених табору Плашув і близько 3 тисяч ув'язнених з в'язниці Монтелюпіх. Мінімальна кількість обмежується 8 тисячами розстріляних (це число було озвучено під час засідання Верховного національного трибуналу на процесі проти Амона Гета).

## Особистість
Мєтек Пемпер, колишній в'язень Плашува, згадував, що Гуяр був дуже злим і безжальним, йому подобалось вбивати.
Гуяр захоплювався фотографіями.

## Пам'ять
Місце масового розстрілу поблизу Плашува в'язні прозвали Гуярова-Ґурка.

## Нагороди
- Хрест Воєнних заслуг 2-го класу з мечами[2]
- Медаль «За зимову кампанію на Сході 1941/42»[1]